# Dekanat koniecpolski
Dekanat koniecpolski – jeden z 33 dekanatów rzymskokatolickiej diecezji kieleckiej. Tworzy go 8 parafii:
- Drochlin – pw. Matki Bożej Częstochowskiej
- Koniecpol – pw. Trójcy Świętej
- Koniecpol – pw. św. Michała – Archanioła
- Kuczków – pw. Podwyższenia Krzyża Świętego
- Oblasy – pw. Najświętszej Maryi Panny Królowej Polski
- Podlesie – pw. św. Idziego w.
- Psary – pw. św. Piotra i Pawła App.
- Secemin – pw. św. Katarzyny dz. m. i św. Jana Ap.